# Dmytro Storozhylov
Dmytro Volodymyrovytch Storozhylov (en ukrainien : Дмитро Володимирович Сторожилов) est un joueur ukrainien de volley-ball né le 1er juin 1986. Il mesure 1,96 m et joue passeur. Il est international ukrainien.

## Clubs
| Club                 | De        | À   |
| -------------------- | --------- | --- |
| VK Lokomotiv Kharkiv | 2006-2007 | ... |

## Palmarès
- Championnat d'Ukraine (6)
  - Vainqueur : 2007, 2009, 2010, 2011, 2012, 2013
  - Finaliste : 2008
- Coupe d'Ukraine (7)
  - Vainqueur : 2007, 2008, 2009, 2010, 2011, 2012, 2013